# 炎 (LiSAの曲)
「炎」（ほむら）は、LiSAの楽曲である。映画『劇場版 鬼滅の刃 無限列車編』の主題歌。同映画作品の歴史的大ヒットもあり、社会現象を引き起こした。
本作は2020年10月14日にSACRA MUSIC（ソニー・ミュージックレーベルズ）から自身の5枚目のオリジナルアルバム『LEO-NiNE』と同時に17枚目のCDシングルとして発売された。また、CDシングルリリースに先立ち、同年10月12日に表題曲のみの単曲がフルサイズで先行配信された。第62回日本レコード大賞大賞受賞曲となっている。
楽曲は大きなヒットを記録しており、ストリーミング累計再生回数は3億回に達し、デジタル・ダウンロードではミリオンセールス（100万DL）を記録している。

## 概要
テレビアニメ版のオープニングテーマ「紅蓮華」とエンディングテーマ曲の「from the edge」に引き続き、劇場版の主題歌はLiSAが担当することになった。
主題歌の製作に当たっては、キャラクターたちの銀幕デビューのはなむけにするという方針が立てられ、テレビアニメ版のプロデューサーと、梶浦とLiSAの3人で会議が行われた。その中で、プロデューサーから「彼らの物語が続いていく希望が持てるような、前に力強く進んでいけるような……だけど、今回の物語をきちんと引っぱっていけるような、壮大な力強いバラードにしてください」という注文が寄せられたとLiSAはラジオ番組「SCHOOL OF LOCK!」2020年10月14日放送分の中で明らかにしており、自身も原作の「無限列車編」を読んだ際に重厚なバラードをイメージしたと振り返っている。
また「from the edge」に引き続き、同アニメの劇伴も担当する梶浦由記が作曲、編曲を手掛け、楽曲の作詞はLiSAと梶浦の共作である。LiSAはアニメイトタイムズとのインタビューの中で、梶浦は普段共作をしないタイプだが、本作の製作時は「自分への愛情や信頼を感じた」と振り返っている。
販売形態は初回生産限定盤・期間生産限定盤・通常盤の3仕様。初回盤は"炎"の型に切り抜かれたスリーブケースに「炎」のミュージッククリップの映像を収録したDVDが、期間限定盤は三方背スリーブ仕様でケースには『劇場版「鬼滅の刃」無限列車編』の登場キャラクター「煉󠄁獄杏寿郎」の描き下ろしイラストが使用され、ジャケットイラストミニポスターが、それぞれ同梱されている。なお、ミュージック・ビデオは一発撮りで行われた。
2020年12月30日放送の第62回日本レコード大賞において、本曲を含む優秀作品賞（大賞ノミネート作品）10曲の中から日本レコード大賞受賞曲に選ばれた。アニメソングが日本レコード大賞に選ばれたのは、2001年の第43回日本レコード大賞で「Dearest」が受賞して以来19年ぶりとなった。
2020年12月31日放送の『第71回NHK紅白歌合戦』において、アニメ「鬼滅の刃」紅白SPメドレーの2曲目で本曲を歌唱した。
2021年12月にはニュータイプアニメアワード2020 - 2021主題歌賞を受賞した。また2021年度MPA賞ヒット・ソング賞（JASRAC）、2022年JASRAC賞銀賞も受賞している。
2021年12月31日放送の『第72回NHK紅白歌合戦』において、「カラフル特別企画 〜明日への勇気をくれる歌〜」で「鬼滅の刃」より本曲を歌唱した。

## チャート成績
|                                               | 順位（売上）     | 順位（売上）     | 順位（売上）       | 順位（売上）     |
| CDシングル                                    | DLシングル       | ストリーミング   | 合算シングル       |                  |
| --------------------------------------------- | ---------------- | ---------------- | ------------------ | ---------------- |
| 1週目 (10月12日-18日集計、10月26日付)         | 1位 （6.7万枚）  | 1位 （14.1万DL） | 1位 （867万再生）  | 1位 （16.1万Pt） |
| 2週目 (10月19日-25日集計、11月2日付)          | 1位 （4.2万枚）  | 1位 （13.3万DL） | 1位 （1674万再生） | 1位 （15.6万Pt） |
| 3週目 (10月26日-11月1日集計、11月9日付)       | 1位 （3.2万枚）  | 1位 （10.2万DL） | 1位 （1649万再生） | 1位 （13.0万Pt） |
| 4週目 (11月2日-8日集計、11月16日付)           | 4位 （2.5万枚）  | 1位 （8.3万DL）  | 1位 （1562万再生） | 2位 （11.3万Pt） |
| 5週目 (11月9日-15日集計、11月23日付)          | 2位 （1.7万枚）  | 1位 （6.2万DL）  | 1位 （1418万再生） | 2位 （9.1万Pt）  |
| 6週目 (11月16日-22日集計、11月30日付)         | 6位 （1.2万枚）  | 1位 （5.2万DL）  | 1位 （1292万再生） | 3位 （7.8万Pt）  |
| 7週目 (11月23日-29日集計、12月7日付)          | 6位 （1.5万枚）  | 1位 （5.3万DL）  | 1位 （1374万再生） | 2位 （8.3万Pt）  |
| 8週目 (11月30日-12月6日集計、12月14日付)      | 5位 （1.5万枚）  | 1位 （4.5万DL）  | 2位 （1251万再生） | 3位 （7.3万Pt）  |
| 9週目 (12月7日-13日集計、12月21日付)          | 9位 （1.0万枚）  | 1位 （3.6万DL）  | 2位 （1145万再生） | 3位 （6.4万Pt）  |
| 10週目 (12月14日-20日集計、12月28日付)        | 11位 （0.8万枚） | 1位 （2.9万DL）  | 1位 （1063万再生） | 5位 （5.6万枚）  |
| 11週目 (12月21日-28日集計、2021年1月4日付)    | 15位 （0.9万枚） | 1位 （3.1万DL）  | 2位 （1026万再生） | 3位 （5.6万Pt）  |
| 12週目 (12月29日-2021年1月3日集計、1月11日付) | 3位 （0.9万枚）  | 1位 （4.7万DL）  | 2位 （984万再生）  | 1位 （6.2万Pt）  |
| 13週目 (1月4日-1月10日集計、1月18日付)        | 15位 （0.6万枚） | 1位 （2.6万DL）  | 4位 （904万再生）  | 2位 （4.7万Pt）  |

先行配信された10月12日付の各配信ストアのデイリーチャートで1位を獲得。「紅蓮華」の単曲先行配信が記録した38冠を更新し、55冠を記録した。
2020年10月26日付オリコン週間シングルチャートで初登場1位を獲得。自身初となるCDシングルでの首位獲得となった。また、同時発売されたアルバム『LEO-NiNE』も初登場1位を獲得しており、シングル・アルバム共に首位獲得は令和時代として初、女性アーティストでは宇多田ヒカル以来16年6か月ぶり10組目の快挙となった。オリコンチャートではデジタルシングル（単曲）、ストリーミング、合算シングルの各週間チャートでも1位を記録、『LEO-NiNE』でのデジタルアルバム、合算アルバムの各チャート1位もあわせて、オリコン史上最多となる週間ランキング7冠も達成している。
オリコンシングルチャートでは2週目も1位となり、2011年1月10日付・17日付で記録した植村花菜の「トイレの神様」以来9年10か月ぶりとなる、女性ソロアーティストによる2週連続1位を達成、2週目時点の累積売上枚数も11万枚に達した。さらに、デジタルシングルチャートでは13.3万DLで2週連続1位を獲得し、2位の「紅蓮華」および3位の「竈門炭治郎のうた」（椎名豪 featuring 中川奈美）と共にオリコン週間TOP3を『鬼滅の刃』関連楽曲が独占した。ストリーミングチャートでは、1674万再生を記録し、NiziUの「Make you happy」の976万再生を破りストリーミング週間最高再生数を更新した。
3週目となる11月9日付けのオリコン週間シングルランキングでも1位になり、2007年12月31日付・2008年1月14日付で記録したSMAPの「弾丸ファイター」以来、12年10か月ぶりの記録となった。同週のCDシングルランキング、ダウンロードランキング、ストリーミングランキングでも１位となり3週連続の4冠獲得となった。
6週目となる11月30日付けのオリコンデジタルシングル（単曲）でも1位となり女性ソロアーティストとしては初となる6週連続1位を達成した。ストリーミングでも1位となり同ランキング史上初となる「同一アーティスト・作品の週間デジタルシングル(単曲)＆ストリーミングランキング6週連続2部門同時1位」を達成、また5週連続での1000万回再生超えも史上初の記録となった。
12月28日付の「オリコン週間デジタルシングル（単曲）ランキング」でも1位を獲得。2021年度1週目の1位となった。これで初登場の10月26日付から12月28日付まで10週連続の1位となり、「デジタルシングル（単曲）ランキング連続1位獲得週数」記録は、2018年2月26日付～4月30日付での米津玄師「Lemon」と並び、歴代1位タイとなった。また、「週間ストリーミングランキング」でも3週ぶりの返り咲きで2021年度1週目の1位になった。週間再生数は1000万回を超え「連続1000万再生記録」を9週まで更新した。
更に2021年1月14日付の「週間デジタルシングル（単曲）ランキング」でも1位を獲得、11週連続1位とし歴代1位の記録となった。
Billboard JAPANでも総合ソングチャート「Japan HOT 100」で自身初の1位になったことをはじめ、「Hot Animation」「Top Singles Sales」「Download Songs」で1位を達成、アルバムチャート3冠を含めこちらでもBillboard JAPANがチャート公表を開始して以来史上初のソング・アルバム両総合チャートダブル首位とチャート7冠を達成、「Hot Animation」では「紅蓮華」と共に1・2位独占となった。2週目も前述4チャートで2週連続首位となっただけでなく、「Streaming Songs」でも首位を獲得した。また、Billboardのグローバルチャート「Global 200」でも2週目（2020年10月31日付）で8位、アメリカでの集計を除外した「Global Excl. U.S.」では2位に入っている。
セールス3週目となる2020年11月9日付の「Top Singles Sales」でも1位を獲得。3週連続での首位獲得はBillboard JAPANが本チャートを発表して以来初の記録となった。また、12月7日付のBillboard JAPANストリーミング・ソング・チャート「Streaming Songs」にてストリーミング累計1億回再生を突破。チャートイン7週目での達成は、BTS「Dynamite」の11週目を上回り歴代最速記録の更新となった。2021年2月8日付の同チャートで累計再生回数が2億回を突破。16週目での達成となり歴代最速記録を更新した。
Apple Musicの「トップ100：グローバル」では、2020年10月23日に10位入りを果たし日本人アーティストとして歴代最高位を記録した（10月24日付で7位）。
日本レコード協会によるゴールドディスク認定では2020年11月度にプラチナを、2021年3月度ダウンロード認定ではミリオンを、ストリーミング認定では当協会ストリーミング認定（2020年4月度開始）において最速でのプラチナに認定された。第35回日本ゴールドディスク大賞でもダウンロード・ストリーミング両部門のベスト5ソングを受賞している。
ライターの北野創はリアルサウンドに寄せた記事の中で、BTSの「Dynamite」（1位）といった流行を取り入れた楽曲が並ぶ「Grobal 200」の中において、重厚なバラードである本楽曲の存在は異質であるとし、テレビアニメ版がNetflix等の動画配信サービスを通じて世界的に人気を集めていたことに加え、普遍的な魅力ゆえに言語の壁を越えた世界的な大ヒットにつながったと推測している。

### 認定と売上
|                                                           | 認定 (RIAJ) | 売上/再生回数      |
| --------------------------------------------------------- | ----------- | ------------------ |
| フィジカルCD                                              | プラチナ    | 250,000** 枚       |
| ダウンロード                                              | ミリオン    | 1,000,000* DL      |
| ストリーミング                                            | プラチナ    | 300,000,000 回再生 |
| *認定のみに基づく売上/再生回数 **認定のみに基づく出荷枚数 |             |                    |

## 収録曲

### 初回生産限定盤・通常盤
| #         | タイトル                                         | 作詞           | 作曲                    | 編曲                    | 備考      | 時間  |
| --------- | ------------------------------------------------ | -------------- | ----------------------- | ----------------------- | --------- | ----- |
| 1.        | 「炎」(映画『劇場版 鬼滅の刃 無限列車編』主題歌) | 梶浦由記・LiSA | 梶浦由記                | 梶浦由記                |           | 4:34  |
| 2.        | 「ロストロマンス」                               | LiSA           | SHO from MY FIRST STORY | SHO from MY FIRST STORY |           | 3:57  |
| 3.        | 「Leopardess」                                   | 松原さらり     | Hi-yunk (BACK-ON)       | Hi-yunk (BACK-ON)       |           | 3:06  |
| 4.        | 「炎 -Instrumental-」                            |                |                         |                         |           | 4:34  |
| 合計時間: | 合計時間:                                        | 合計時間:      | 合計時間:               | 合計時間:               | 合計時間: | 16:11 |

| #  | タイトル            | 作詞 | 作曲・編曲 |
| -- | ------------------- | ---- | ---------- |
| 1. | 「炎 -MUSiC CLiP-」 |      |            |

### 期間生産限定盤
| #         | タイトル               | 作詞               | 作曲      | 編曲      | 備考      | 時間  |
| --------- | ---------------------- | ------------------ | --------- | --------- | --------- | ----- |
| 1.        | 「炎」                 |                    |           |           |           | 4:34  |
| 2.        | 「ロストロマンス」     |                    |           |           |           | 3:57  |
| 3.        | 「My Friends Forever」 | 金井政人 (BIGMAMA) | 大西克巳  | 江口亮    |           | 4:28  |
| 4.        | 「炎 -Instrumental-」  |                    |           |           |           | 4:34  |
| 合計時間: | 合計時間:              | 合計時間:          | 合計時間: | 合計時間: | 合計時間: | 17:33 |

### 配信限定EP
| #         | タイトル               | 作詞  | 作曲・編曲 | 時間 |
| --------- | ---------------------- | ----- | ---------- | ---- |
| 1.        | 「炎」                 |       |            | 4:34 |
| 2.        | 「ロストロマンス」     |       |            | 3:57 |
| 3.        | 「Leopardess」         |       |            | 3:06 |
| 4.        | 「My Friends Forever」 |       |            | 4:28 |
| 5.        | 「炎 -Instrumental-」  |       |            | 4:34 |
| 合計時間: | 合計時間:              | 20:39 |            |      |

## 演奏
炎
- 梶浦由記：All Keyboards, Programming
- 是永巧一：Guitar
- 佐藤強一：Drums
- 高橋“jr.”知治：Bass
- 今野均ストリングス：Strings

ロストロマンス
- SHO from MY FIRST STORY：Programming, All Other Instruments
- Kid'z from MY FIRST STORY：Drums
- Nob from MY FIRST STORY：Bass

My Friends Forever (期間生産限定盤のみ)
- 江口亮：Programming, All Other Instruments
- 設楽博臣：Guitar
- 御供信弘：Bass
- 田中駿汰 (Brian the Sun)：Drums

Leopardess
- Hi-yunk (BACK-ON)：Programming ＆ All Other Instruments

## カバー
- bless4 -『bless4アコースティックライブ』（2020年12月26日）
- ジャンク フジヤマ - 配信シングル「炎(HOMURA)」（2021年3月10日）